# Orachrysops lacrimosa
The Restless Blue (Orachrysops lacrimosa) là một loài bướm ngày thuộc họ Bướm xanh. Nó được tìm thấy ở Nam Phi, nơi nó được tìm thấy ở KwaZulu-Natal midlands to the đông part of the Orange Free State và Mpumalanga.
Sải cánh dài 32–44 mm đối với con đực và 32–40 mm đối với con cái. Con trưởng thành bay từ tháng 10 đến tháng 12, although the except time depends on the spring rains. Có một lứa một năm.
Ấu trùng ăn Indigofera species.